# 大馬士革農村省
大马士革農村省（阿拉伯語：مُحافظة ريف دمشق），又譯大馬士革郊区省，是敘利亞的一個省，西鄰黎巴嫩，南鄰約旦，並把首都大馬士革包圍起來。首府杜馬。面積17,654平方公里，2011年人口2,836,000人。2009年從9區增至10區。